# Pokolj u Bijeljini
Pokolj u Bijeljini odnosi se na događaje 1. travnja 1992. kada su srpske paravojne postrojbe predvođene Arkanom upale u Bijeljinu i nasilno preuzele vlast u tom gradu. Iako je već tada trajao nasilni raspad SFRJ, još nije bilo rata u samoj Bosni i Hercegovini, tako da su mještani Bijeljine ostali potpuno iznenađeni vojnom akcijom u gradu te su je dočekali potpuno nespremno. Smatra se da je tim činom započeo rat u Bosni i Hercegovini. Tijekom tog preuzimanja, najmanje 48 civila je ubijeno, a leševi su danima ostavljeni ležati po ulicama. Teror se međutim nastavio i sljedećih mjeseci u obliku pljačkanja, silovanja, ubojstava i protjerivanja Bošnjaka. Vrhunac se dogodio u rujnu, kada je Srpska demokratska stranka (BiH) odlučila potpuno istjerati sve preostale Bošnjake. Sastavljen je spisak ne-Srba, a Beli orlovi i Srpska dobrovoljačka garda su potom izvršili ubojstva građana i bacali ih u Drinu. Lokalne džamije su uništene.
Tada se tijela ubijenih uklanjaju a u grad dolazi visoka delegacija bosanskohercegovačkih vlasti, predvođena Biljanom Plavšić, i proglašava "oslobođenje Bijeljine" koju pripajaju Republici Srpskoj. TV Novi Sad objavio je svojedobno prilog o događaju u kojem okrivljuje "muslimanske ekstremiste" za ubojstva ljudi a srpske vojnike kao osobe koje uvodi red i mir.
Fotograf Ron Haviv pozvan je osobno od Arkana radi snimanja fotografija "oslobađanja Bijeljine", zapravo ubojstava ljudi, među njima prizor srpskog vojnika netom prije nogom udara ranjenu bošnjačku ženu na tlu te čovjeka koji moli za život minutama prije nego što su ga vojnici bacili s četvrtog kata kroz prozor zgrade. Kada je Haviv uspio pobjeći u inozemstvo i objaviti slike, Arkan je izdao nagradu za njegovu glavu.
Procjenjuje se da je oko 10.000 Bošnjaka protjerano iz općine Bijeljina, od toga 3.000 u rujnu 1994. Prema iskazima prognanih, uniformirani ljudi su im pokucali u ponoć i obavijestili ih da moraju napustiti svoje kuće za pet minuta, a prije odlaska su ih često opljačkali.

## Događaji nakon sukoba
Prema Istraživačko dokumentarnom centru (IDC), u razdoblju od 1992. do 1995. zbog izravnih vojnih djelovanja ubijeno je ili nestalo 1.040 osoba u Bijeljini, od toga 753 građana srpske nacionalnosti i 272 bošnjačke nacionalnosti.
Međunarodni sud za ratne zločine počinjene na području bivše Jugoslavije optužio je nekoliko osoba za zločine u istočnoj Bosni, među njima i za najmanje 48 ubojstva u Bijeljini. Biljana Plavšić osuđena je na 12 a Momčilo Krajišnik na 27 godina zatvora. Džemal Zahirović osuđen je na 8 godina, Drago Ilić na 7 a Fikret Smajlović na 12 godina zatvora od Tužiteljstva BiH.
Bijeljinski Okružni sud potvrdio je 17. studenog 2009. prvu optužnicu za počinjeni ratni zločin protiv Danila Spasojevića iz sela Hase kod Bijeljine. Zločin se dogodio 14. lipnja 1992. godine u Bijeljini, kada je Spasojević, nakon pijanke u kavani, odveo četvoricu srpskih dobrovoljaca u vojnim uniformama radi pljačkanja Rame Avdića. Dobrovoljci Dragan Jović, Zoran Đurđević, Alen Ristić i Miodrag Živković, u pratnji Spasojevića, upali su u kuću Avdića, te su njega i ukućane počeli maltretirati i tući tražeći novac i oružje. Oduzeli su mu dva pištolja, 395.000 dinara i 400 njemačkih maraka. Potom su njegovu kćerku Nizamu i snahu Hajretu skinuli gole i odveli u susjednu sobu gdje su ih maltretirali i silovali. U tim trenucima Dragan Jović je pucnjem iz automatske puške u usta ubio Ramu Avdića. Nakon toga istjerali su iz kuće Nizamu i Hajretu i ubacili ih u automobil. U susjedstvu su provalili u kuću Dose Todorovića i od nje su opljačkali 40.000 dinara, 2.350 DEM i zlatni nakit. Potom su se sa žrtvama vozili po gradu i krenuli su prema Brčkom. Sve vrijeme srbijanski dobrovoljci su se u autu seksualno iživljavali nad Nizamom i Hajretom, te su ih iz auta izbacili u selu Čađavica na putu prema Brčkom.

## Vanjske poveznice
- Svjedočenje novinara Rona Haviva o događajima 1992.  Arhivirana inačica izvorne stranice od 24. rujna 2010. (Wayback Machine)